# De voorspelling (David Eddings)
De voorspelling is het eerste deel van de fantasy-serie De Kronieken van Belgarion, geschreven door David Eddings. Deze serie gaat over de jonge Garion, wiens avonturen het lot van de Wereld van Riva veranderen. De oorspronkelijke titel van het boek is 'Pawn of Prophecy', en het werd uitgegeven in 1982.

## Samenvatting van het boek
De jonge Garion woont vanaf zijn vroegste jeugd op de vredige boerderij van de goede baas Faldor, waar Tante Pol voor hem zorgt. Op een dag mag Garion met Meester Wolf, een bevriende verteller, mee naar het naburige dorp. Daar zien zij enkele vreemde mensen (twee Thullen en een Murgo), en wordt Garion door een van hen aangesproken. Meester Wolf is ernstig verontrust hierdoor, en Tante Pol houdt Garion sindsdien voortdurend in de gaten. Zeker als er later enkele van deze vreemdelingen op de boerderij verschijnen. Zij blijken ‘de jongen’ te zoeken. Korte tijd hierna keert Meester Wolf terug, en hoort de nieuwsgierige Garion dat er iets gestolen is. Dan betrapt hij de nieuwe knecht Brill, die Tante Pol bespioneert, en vertelt dit aan Meester Wolf. De knecht vlucht, maar wordt door de smid Durnik overmeesterd. Tante Pol en Meester Wolf besluiten om direct te vertrekken, samen met Garion en Durnik.
Eenmaal op reis wordt het gezelschap uitgebreid door de reusachtige man Barak (een Cherek van Val Alorn) en het kleine wezelachtig mannetje Silk uit Drasnia. Gezamenlijk trekken zij ‘vermomd’ als Handelaars naar de stad Darine. Als Garion vraagt wat er aan de hand is krijgt hij geen antwoord. In Darine neemt Silk (die zich nu Koopman Ambar van Kotu noemt) Garion mee naar de markt, waar Garion de Murgo-koopman Asharak van Rak Goska ontmoet en plotseling overvallen wordt door een onrustig gevoel. Het gezelschap vertrekt weer en spoedig blijkt dat een aantal Murgo’s hun spoor volgt. In het stadje Muros worden ze aangevallen door een stel huurlingen, waarna Garion zijn vermoedens uitspreekt tegen Barak. Hij denkt dat de legendarische Orbus van Aldur is gestolen en dat zij trachten het spoor van de dief te volgen. Dan komt Kapitein Brendig het gezelschap halen en brengt hen naar het koninklijk paleis van Senderia, vanwaar ze per schip naar Val Alorn vertrekken, voor de algemene raad der Koningen.
In de troonzaal van het paleis van Cherek staan de vijf tronen van Koning Anheg van Cherek, Koning Cho-Hag van Algaria, Koning Rhodar van Drasnia (de oom van Silk, die hier Prins Kheldar wordt genoemd), Koning Furlach van Sendaria, en Brand, de Wachter van Riva. Dan blijkt Meester Wolf de legendarische Tovenaar Belgarath te zijn, en Tante Pol zijn dochter, de Tovenares Polgara. Terwijl de koningen vergaderen slentert Garion door het paleis en ziet een vreemde man in een groene mantel en de Murgo Asharak. Als Garion vervolgens onthult wat hij over deze ‘spionnen’ te weten is gekomen, haalt Tante Pol een blokkade in zijn gedachten weg, waarna hij zich herinnert dat hij de Murgo Asharak al lang kent. Hierna gaat Garion terug naar zijn kamer, waar Asharak hem opwacht. Garion vlucht weg, terwijl er in het paleis gevochten wordt. Uit de verhoren van de ‘verraders’ blijkt dat de Murgo’s op zoek zijn naar ‘de jongen’, waarna Koning Anheg het merkteken in Garions pols bekijkt en zachtjes zegt; ‘dan is het waar’. Dan vertelt Meester Wolf aan Garion dat hij verre familie van hem is en tevens het talent voor toverij bezit. Ten slotte wordt er besloten dat Meester Wolf met een klein gezelschap de achtervolging van de ‘Afvallige’ zal voortzetten, waarna hij hen waarschuwt; ‘Ik ben er zeker van dat onze dief heel hard luistert en wacht tot een van ons zijn naam uitspreekt, of de naam van het voorwerp dat hij gestolen heeft. Vroeg of laat zal iemand stellig een fout maken; en wanneer hij ons eenmaal heeft gevonden, is hij in staat om ieder woord dat we uitspreken te horen.’